# Denemarken op de Olympische Zomerspelen 2024
Denemarken neemt deel aan de Olympische Zomerspelen 2024 in Parijs, Frankrijk.

## Medailleoverzicht
| Medaille | Naam | Sport          | Onderdeel                        | Datum            |
| -------- | --- | -------------- | -------------------------------- | ---------------- |
| Goud     | Viktor Axelsen | Badminton      | Enkelspel (m)                    | 5 augustus 2024  |
| Goud     | Handbalteam Niklas Landin Jacobsen Niclas Kirkeløkke Magnus Landin Jacobsen Emil Jakobsen Rasmus Lauge Emil Nielsen Magnus Saugstrup Hans Lindberg Mathias Gidsel Henrik Møllgaard Mikkel Hansen Lukas Jørgensen Lasse Andersson Simon Hald Thomas Sommer Arnoldsen Simon Pytlick | Handbal        | Handbal (m)                      | 11 augustus 2024 |
|          | |                |                                  |                  |
| Zilver   | Daniel Bachmann Andersen op Vayron Nanna Merrald Rasmussen op Zepter Cathrine Laudrup-Dufour op Freestyle | Dressuur       | team (x)                         | 3 augustus 2024  |
| Zilver   | Anne-Marie Rindom | Zeilen         | ILCA 6 (v)                       | 7 augustus 2024  |
|          | |                |                                  |                  |
| Brons    | Turpal Bisultanov | Worstelen      | Grieks-Romeins Midden -87 kg (m) | 8 augustus 2024  |
| Brons    | Edi Hrnic | Taekwondo      | Middengewicht -80 kg (m)         | 9 augustus 2024  |
| Brons    | Handbalteam Sandra Toft Sarah Iversen Helena Elver Anne Mette Hansen Kathrine Heindahl Line Haugsted Althea Reinhardt Mette Tranborg Kristina Jørgensen Trine Østergaard Louise Burgaard Mie Højlund Emma Friis Rikke Iversen Michala Møller                                      | Handbal        | Handbal (v)                      | 10 augustus 2024 |
| Brons    | Emma Jørgensen | Kanovaren      | K1 500 m. (v)                    | 10 augustus 2024 |
| Brons    | Niklas Larsen Michael Mørkøv | Baanwielrennen | koppelkoers (m)                  | 10 augustus 2024 |

## Aantal Deelnemers
Hieronder volgt een overzicht van de atleten die zich reeds gekwalificeerd hebben voor de Olympische Zomerspelen van 2024.
| Sport        | Mannen | Vrouwen | Totaal |
| ------------ | ------ | ------- | ------ |
| Atletiek     | 1      | 3       | 4      |
| Badminton    | 4      | 3       | 7      |
| Boksen       | 1      | 0       | 1      |
| Boogschieten | 0      | 1       | 1      |
| Golf         | 2      | 2       | 4      |
| Handbal      | 16     | 15      | 31     |
| Judo         | 0      | 1       | 1      |
| Kanovaren    | 5      | 2       | 7      |
| Paardensport | 3      | 2       | 5      |
| Roeien       | 3      | 14      | 17     |
| Schietsport  | 1      | 2       | 3      |
| Skateboarden | 1      | 0       | 1      |
| Taekwondo    | 1      | 0       | 1      |
| Tafeltennis  | 3      | 0       | 3      |
| Tennis       | 0      | 2       | 2      |
| Triatlon     | 1      | 1       | 2      |
| Wielersport  | 9      | 8       | 17     |
| Worstelen    | 1      | 0       | 1      |
| Zeilen       | 5      | 4       | 9      |
| Zwemmen      | 0      | 7       | 7      |
| Totaal       | 56     | 67      | 123    |

## Deelnemers en Resultaten

### Atletiek

#### Loopnummers
Mannen
| atleet       | onderdeel | voorronde | voorronde | series | series | herkansingen | herkansingen | halve finale   | halve finale   | finale         | finale         |
| atleet       | onderdeel | tijd      | rang      | tijd   | rang   | tijd         | rang         | tijd           | rang           | tijd           | rang           |
| ------------ | --------- | --------- | --------- | ------ | ------ | ------------ | ------------ | -------------- | -------------- | -------------- | -------------- |
| Simon Hansen | 100 m     | bye       | bye       | 10,39  | 7      | n.v.t.       | n.v.t.       | niet geplaatst | niet geplaatst | niet geplaatst | niet geplaatst |

Vrouwen
| atlete       | onderdeel | series | series | herkansing | herkansing | kwartfinale    | kwartfinale    | halve finale   | halve finale   | finale         | finale         |
| atlete       | onderdeel | tijd   | rang   | tijd       | rang       | tijd           | rang           | tijd           | rang           | tijd           | rang           |
| ------------ | --------- | ------ | ------ | ---------- | ---------- | -------------- | -------------- | -------------- | -------------- | -------------- | -------------- |
| Ida Karstoft | 200 m     | 23,01  | 6      | DNS        | DNS        | niet geplaatst | niet geplaatst | niet geplaatst | niet geplaatst | niet geplaatst | niet geplaatst |

#### Technische nummers
Vrouwen
| atleet                | onderdeel      | kwalificaties | kwalificaties | finale         | finale         |
| atleet                | onderdeel      | afstand       | rang          | afstand        | rang           |
| --------------------- | -------------- | ------------- | ------------- | -------------- | -------------- |
| Lisa Brix Pedersen    | discuswerpen   | 59,81         | 24            | niet geplaatst | niet geplaatst |
| Katrine Koch Jacobsen | hamerslingeren | 73,04         | 5 Q           | 71,65          | 10             |

### Badminton
Mannen
| atleet                              | onderdeel  | groepsfase                 | groepsfase                             | groepsfase                  | groepsfase                      | groepsfase | eliminatie           | kwartfinale                       | halve finale                           | finale / BM                          | finale / BM    |
| atleet                              | onderdeel  | tegenstander uitslag       | tegenstander uitslag                   | tegenstander uitslag        | tegenstander uitslag            | rang       | tegenstander uitslag | tegenstander uitslag              | tegenstander uitslag                   | tegenstander uitslag                 | rang           |
| ----------------------------------- | ---------- | -------------------------- | -------------------------------------- | --------------------------- | ------------------------------- | ---------- | -------------------- | --------------------------------- | -------------------------------------- | ------------------------------------ | -------------- |
| Anders Antonsen                     | enkelspel  | Filimon W 21-10, 21-18     | Dwicahyo W 21-10, 21-14                | n.v.t.                      | n.v.t.                          | 1 Q        | bye                  | Lee Z J V 17-21, 15-21            | niet geplaatst                         | niet geplaatst                       | niet geplaatst |
| Viktor Axelsen                      | enkelspel  | Dahal W 21-8, 21-6         | Zilberman W 21-9, 21-11                | Ngyeyn W 21-13, 21-10       | n.v.t.                          | 1 Q        | bye                  | Loh K Y W 21-9, 21-17             | Sen W 22-20, 21-14                     | Vitidsarn W 21-11, 21-11             | Goud           |
| Kim Astrup Anders Skaarup Rasmussen | dubbelspel | Chiu - Yuan W 21-13, 21-16 | Lee Y - Wang C-l V 15-21, 21-19, 15-21 | Liu Y - Ou X W 21-15, 21-13 | Hoki - Koboyashi W 21-19, 22-20 | 2 Q        | n.v.t.               | Kang M-h - Seo S-j W 21-19, 22-20 | Lee Y - Wang C-l V 21-18, 17-21, 10-21 | Chia - Soh W Y V 21-16, 20-22, 19-21 | 4              |

Vrouwen
| atleet                          | onderdeel  | groepsfase                      | groepsfase                                      | groepsfase                    | groepsfase | eliminatie           | kwartfinale                     | halve finale         | finale / BM          | finale / BM    |
| atleet                          | onderdeel  | tegenstander uitslag            | tegenstander uitslag                            | tegenstander uitslag          | rang       | tegenstander uitslag | tegenstander uitslag            | tegenstander uitslag | tegenstander uitslag | rang           |
| ------------------------------- | ---------- | ------------------------------- | ----------------------------------------------- | ----------------------------- | ---------- | -------------------- | ------------------------------- | -------------------- | -------------------- | -------------- |
| Mia Blichfeldt                  | enkelspel  | Li W 21-14, 14-21, 21-12        | Yufei V 8-21, 21-19, 11-21                      | n.v.t.                        | 2          | niet geplaatst       | niet geplaatst                  | niet geplaatst       | niet geplaatst       | niet geplaatst |
| Maiken Fruergaard Sara Thygesen | dubbelspel | Baek - Lee W 21-18, 9-21, 21-14 | Kititharakul - Prajongjai W 20-22, 23-21, 24-22 | Lambert - Tran W 21-16, 21-12 | 1 Q        | n.v.t.               | Matsuyama - Shida V 7-21, 12-21 | niet geplaatst       | niet geplaatst       | niet geplaatst |

Gemengd
| atleet                              | onderdeel  | groepsfase                | groepsfase           | groepsfase           | groepsfase | kwartfinale          | halve finale         | finale / BM          | finale / BM    |
| atleet                              | onderdeel  | tegenstander uitslag      | tegenstander uitslag | tegenstander uitslag | rang       | tegenstander uitslag | tegenstander uitslag | tegenstander uitslag | rang           |
| ----------------------------------- | ---------- | ------------------------- | -------------------- | -------------------- | ---------- | -------------------- | -------------------- | -------------------- | -------------- |
| Mathias Christiansen Alexandra Bøje | dubbelspel | Watanabe - Higashino V TT | Tang - Tse V TT      | Ye - Lee V TT        | 4          | niet geplaatst       | niet geplaatst       | niet geplaatst       | niet geplaatst |

### Boksen
Mannen
| atleet            | onderdeel     | eerste ronde         | tweede ronde         | kwartfinale           | halve finale         | finale               | rang           |
| atleet            | onderdeel     | tegenstander uitslag | tegenstander uitslag | tegenstander uitslag  | tegenstander uitslag | tegenstander uitslag | rang           |
| ----------------- | ------------- | -------------------- | -------------------- | --------------------- | -------------------- | -------------------- | -------------- |
| Nikolai Terteryan | weltergewicht | bye                  | Traoré W 4 - 1       | Muydinkhujaev V 0 - 5 | niet geplaatst       | niet geplaatst       | niet geplaatst |

### Boogschieten
Vrouwen
| atleet                     | onderdeel   | plaatsingsronde | plaatsingsronde | eerste ronde         | tweede ronde         | derde ronde          | kwartfinale          | halve finale         | finale / BM          | finale / BM    |
| atleet                     | onderdeel   | score           | rang            | tegenstander uitslag | tegenstander uitslag | tegenstander uitslag | tegenstander uitslag | tegenstander uitslag | tegenstander uitslag | rang           |
| -------------------------- | ----------- | --------------- | --------------- | -------------------- | -------------------- | -------------------- | -------------------- | -------------------- | -------------------- | -------------- |
| Kirstine Danstrup Andersen | individueel | 625             | 56              | Li J V 0 - 6         | niet geplaatst       | niet geplaatst       | niet geplaatst       | niet geplaatst       | niet geplaatst       | niet geplaatst |

### Golf
Mannen
| atleet                  | onderdeel | eerste ronde | tweede ronde | derde ronde | vierde ronde | totaal | totaal | totaal |
| atleet                  | onderdeel | score        | score        | score       | score        | score  | par    | rang   |
| ----------------------- | --------- | ------------ | ------------ | ----------- | ------------ | ------ | ------ | ------ |
| Nicolai Højgaard        | mannen    | 70           | 70           | 62          | 68           | 270    | -14    | 7      |
| Thorbjørn Olesen        | mannen    | 71           | 68           | 66          | 68           | 273    | -11    | 14     |
| Nanna Koerstz Madsen    | vrouwen   | 74           | 75           | 72          | 72           | 293    | +5     | 36     |
| Emily Kristine Pedersen | vrouwen   | 73           | 79           | 75          | 72           | 299    | +11    | 44     |

### Handbal

#### Mannen
| Olympiër | Onderdeel | Resultaat | Prestatie |
| --- | --------- | --------- | --------- |
| Niklas Landin Jacobsen Niclas Kirkeløkke Magnus Landin Jacobsen Emil Jakobsen Rasmus Lauge Emil Nielsen Magnus Saugstrup Mathias Gidsel Hans Lindberg Henrik Møllgaard Mikkel Hansen Lukas Jørgensen Simon Hald Lasse Andersson Thomas Sommer Arnoldsen Simon Pytlick | Mannen    | Goud      | zie onder |

| Pos | Team          | Wed | W | G | V | Ptn | DV  | DT  | +/− | Kwalificatie |
| --- | ------------- | --- | - | - | - | --- | --- | --- | --- | ------------ |
| 1   | Denemarken    | 5   | 5 | 0 | 0 | 10  | 165 | 133 | +32 | Kwartfinales |
| 2   | Egypte        | 5   | 3 | 1 | 1 | 7   | 148 | 140 | +8  | Kwartfinales |
| 3   | Noorwegen     | 5   | 3 | 0 | 2 | 6   | 139 | 136 | +3  | Kwartfinales |
| 4   | Frankrijk (G) | 5   | 2 | 1 | 2 | 5   | 129 | 131 | −2  | Kwartfinales |
| 5   | Hongarije     | 5   | 1 | 0 | 4 | 2   | 137 | 138 | −1  |              |
| 6   | Argentinië    | 5   | 0 | 0 | 5 | 0   | 131 | 171 | −40 |              |

| Groepsfase      |                  |            |            |            |            |  |  |
| 27 juli 2024    | 21:00            | Denemarken | 37 - 29    | Frankrijk  |            |  |  |
| 29 juli 2024    | 14:00            | Egypte     | 27 - 30    | Denemarken |            |  |  |
| 31 juli 2024    | 21:00            | Denemarken | 38 - 27    | Argentinië |            |  |  |
| 2 augustus 2024 | 09:00            | Hongarije  | 25 - 28    | Denemarken |            |  |  |
| 4 augustus 2024 | 19:00            | Denemarken | 32 - 25    | Noorwegen  |            |  |  |
|                 |                  |            |            |            |            |  |  |
| Kwartfinale     | 7 augustus 2024  | 17:30      | Denemarken | 32 - 31    | Zweden     |  |  |
|                 |                  |            |            |            |            |  |  |
| Halve finale    | 9 augustus 2024  | 21:30      | Slovenië   | 30 - 31    | Denemarken |  |  |
|                 |                  |            |            |            |            |  |  |
| Finale          | 11 augustus 2024 | 13:30      | Duitsland  | 26 - 39    | Denemarken |  |  |

#### Vrouwen
| Olympiër | Onderdeel | Resultaat | Prestatie |
| --- | --------- | --------- | --------- |
| Sandra Toft Sarah Iversen Helena Elver Anne Mette Hansen Kathrine Heindahl Line Haugsted Althea Reinhardt Mette Tranborg Kristina Jørgensen Trine Østergaard Louise Burgaard Simone Petersen Mie Højlund Emma Friis Rikke Iversen Michala Møller | Vrouwen   | Brons     | zie onder |

| Pos | Team       | Wed | W | G | V | Ptn | DV  | DT  | +/− | Kwalificatie |
| --- | ---------- | --- | - | - | - | --- | --- | --- | --- | ------------ |
| 1   | Noorwegen  | 5   | 4 | 0 | 1 | 8   | 140 | 110 | +30 | Kwartfinales |
| 2   | Zweden     | 5   | 4 | 0 | 1 | 8   | 140 | 125 | +15 | Kwartfinales |
| 3   | Denemarken | 5   | 4 | 0 | 1 | 8   | 126 | 116 | +10 | Kwartfinales |
| 4   | Duitsland  | 5   | 1 | 0 | 4 | 2   | 136 | 134 | +2  | Kwartfinales |
| 5   | Zuid-Korea | 5   | 1 | 0 | 4 | 2   | 107 | 133 | −26 |              |
| 6   | Slovenië   | 5   | 1 | 0 | 4 | 2   | 116 | 147 | −31 |              |

| Groepsfase      |                  |            |            |             |            |  |  |
| 25 juli 2024    | 09:00            | Slovenië   | 19 - 27    | Denemarken  |            |  |  |
| 28 juli 2024    | 16:00            | Denemarken | 18 - 27    | Noorwegen   |            |  |  |
| 30 juli 2024    | 21:00            | Zweden     | 23 - 25    | Denemarken  |            |  |  |
| 1 augustus 2024 | 19:00            | Duitsland  | 27 - 28    | Denemarken  |            |  |  |
| 3 augustus 2024 | 21:00            | Denemarken | 28 - 20    | Zuid-Afrika |            |  |  |
|                 |                  |            |            |             |            |  |  |
| Kwartfinale     | 6 augustus 2024  | 09:30      | Denemarken | 29 - 25     | Nederland  |  |  |
|                 |                  |            |            |             |            |  |  |
| Halve finale    | 8 augustus 2024  | 21:30      | Noorwegen  | 25 - 11     | Denemarken |  |  |
|                 |                  |            |            |             |            |  |  |
| Bronzen finale  | 10 augustus 2024 | 10:00      | Denemarken | 30 - 25     | Zweden     |  |  |

### Judo
Vrouwen
| atlete       | onderdeel | eerste ronde         | tweede ronde         | derde ronde          | kwartfinale          | halve finale         | herkansing           | finale / BM          | finale / BM    |
| atlete       | onderdeel | tegenstander uitslag | tegenstander uitslag | tegenstander uitslag | tegenstander uitslag | tegenstander uitslag | tegenstander uitslag | tegenstander uitslag | rang           |
| ------------ | --------- | -------------------- | -------------------- | -------------------- | -------------------- | -------------------- | -------------------- | -------------------- | -------------- |
| Laerke Olsen | −70 kg    | n.v.t.               | Samardžić V 00 - 10  | niet geplaatst       | niet geplaatst       | niet geplaatst       | niet geplaatst       | niet geplaatst       | niet geplaatst |

### Kanovaren

#### Sprint
Mannen
| atleet                                                                | onderdeel  | series  | series | kwartfinale | kwartfinale | halve finale | halve finale | finale         | finale         |
| atleet                                                                | onderdeel  | tijd    | rang   | tijd        | rang        | tijd         | rang         | tijd           | rang           |
| --------------------------------------------------------------------- | ---------- | ------- | ------ | ----------- | ----------- | ------------ | ------------ | -------------- | -------------- |
| René Holten Poulsen                                                   | K-1 1000 m | 3.40,14 | 5 KF   | 3.35,48     | 1 HF        | 3.35,50      | 8 FB         | 3.31,62        | 16             |
| Lasse Bro Madsen Victor Gairy Aasmul Morten Gravesen Magnus Sibbersen | K-4 500 m  | 1.22,98 | 6 KF   | 1.20,56     | 3 SF        | 1.21,88      | 5            | niet geplaatst | niet geplaatst |

Vrouwen
| atlete                                              | onderdeel | series  | series | kwartfinale | kwartfinale | halve finale   | halve finale   | finale         | finale         |
| atlete                                              | onderdeel | tijd    | rang   | tijd        | rang        | tijd           | rang           | tijd           | rang           |
| --------------------------------------------------- | --------- | ------- | ------ | ----------- | ----------- | -------------- | -------------- | -------------- | -------------- |
| Emma Aastrand Jørgensen                             | K-1 500 m | 1.50,93 | 2 HF   | bye         | bye         | 1.49,59        | 2 FA           | 1.49,76        | Brons          |
| Emma Aastrand Jørgensen Frederikke Hauge Matthiesen | K-2 500 m | 1.45,02 | 3 KF   | 1.42,61     | 5           | niet geplaatst | niet geplaatst | niet geplaatst | niet geplaatst |

### Paardensport

#### Dressuur
| ruiter                                                                  | paard         | onderdeel   | Grand Prix | Grand Prix | Grand Prix Special | Grand Prix Special | Grand Prix Freestyle | Grand Prix Freestyle | totaal  | totaal |
| ruiter                                                                  | paard         | onderdeel   | score      | rang       | score              | rang               | technisch            | artistiek            | uitslag | rang   |
| ----------------------------------------------------------------------- | ------------- | ----------- | ---------- | ---------- | ------------------ | ------------------ | -------------------- | -------------------- | ------- | ------ |
| Nanna Skodborg Merrald                                                  | Zepter        | individueel | 78,028     | 5 Q        | n.v.t.             | n.v.t.             | 76,786               | 89,800               | 83,293  | 9      |
| Cathrine Laudrup-Dufour                                                 | Freestyle     | individueel | 80,792     | 2 Q        | n.v.t.             | n.v.t.             | 79,071               | 97,114               | 88,093  | 5      |
| Daniel Bachmann Andersen                                                | Vayron        | individueel | 76,910     | 8 Q        | n.v.t.             | n.v.t.             | 77,214               | 92,486               | 84,850  | 7      |
| Nanna Skodborg Merrald Cathrine Laudrup-Dufour Daniel Bachmann Andersen | zie hierboven | team        | 235,730    | 2 Q        | 235,669            | 2                  |                      |                      | 235,669 | Zilver |

#### Eventing
| ruiter       | paard       | onderdeel   | dressuur    | dressuur | cross-country | cross-country | cross-country | springen     | springen     | springen     | springen       | springen       | springen       | totaal         | totaal         |
| ruiter       | paard       | onderdeel   | dressuur    | dressuur | cross-country | cross-country | cross-country | kwalificatie | kwalificatie | kwalificatie | finale         | finale         | finale         | totaal         | totaal         |
| ruiter       | paard       | onderdeel   | strafpunten | rang     | strafpunten   | totaal        | rang          | strafpunten  | totaal       | rang         | strafpunten    | totaal         | rang           | strafpunten    | rang           |
| ------------ | ----------- | ----------- | ----------- | -------- | ------------- | ------------- | ------------- | ------------ | ------------ | ------------ | -------------- | -------------- | -------------- | -------------- | -------------- |
| Peter Flarup | Fascination | individueel | 32,40       | =30      | 33,6          | 66,0          | 48            | 9,6          | 75,6         | 42           | niet geplaatst | niet geplaatst | niet geplaatst | niet geplaatst | niet geplaatst |

#### Jumping
| ruiter        | paard                    | onderdeel   | kwalificatie | kwalificatie | kwalificatie | finale         | finale         | finale         |
| ruiter        | paard                    | onderdeel   | strafpunten  | tijd         | rang         | strafpunten    | tijd           | rang           |
| ------------- | ------------------------ | ----------- | ------------ | ------------ | ------------ | -------------- | -------------- | -------------- |
| Andreas Schou | Napoli Vh Nederassenthof | individueel | 4            | 77,11        | 41           | niet geplaatst | niet geplaatst | niet geplaatst |

### Roeien
Mannen
| atleet         | onderdeel | series  | series | herkansingen | herkansingen | kwartfinale | kwartfinale | halve finale | halve finale | finale  | finale |
| atleet         | onderdeel | tijd    | rang   | tijd         | rang         | tijd        | rang        | tijd         | rang         | tijd    | rang   |
| -------------- | --------- | ------- | ------ | ------------ | ------------ | ----------- | ----------- | ------------ | ------------ | ------- | ------ |
| Sverri Nielsen | skiff     | 6.53,50 | 1 KF   | bye          | bye          | 6.49,69     | 2 HA/B      | 6.43,95      | 4 FB         | 6.44,83 | 8      |

Vrouwen
| atleet | onderdeel   | series  | series | herkansingen | herkansingen | kwartfinale | kwartfinale | halve finale | halve finale | finale         | finale         |
| atleet | onderdeel   | tijd    | rang   | tijd         | rang         | tijd        | rang        | tijd         | rang         | tijd           | rang           |
| --- | ----------- | ------- | ------ | ------------ | ------------ | ----------- | ----------- | ------------ | ------------ | -------------- | -------------- |
| Lærke Rasmussen Fie Udby | twee-zonder | 7.30,91 | 4 H    | 7.34,57      | 1 HA/B       | n.v.t.      | n.v.t.      | 7.19,11      | 4 FB         | 7.12,01        | 11             |
| Marie Johannesen Julie Poulsen Frida Sanggaard Nielsen Astrid Steensberg                                                                                    | vier-zonder | 6.56,70 | 5 H    | 6.35,65      | 3 FB         | n.v.t.      | n.v.t.      | n.v.t.       | n.v.t.       | 6.36,43        | 8              |
| Clara Hornæss Sára Johansen Nikoline Laidlaw Karen Mortensen Caroline Munch Nanna Vigild Sofie Vikkelsøe Frida Werner Foldager stuurvrouw: Sofie Østergaard | acht        | 6.39,30 | 4 H    | 6.22,21      | 5            | n.v.t.      | n.v.t.      | n.v.t.       | n.v.t.       | niet geplaatst | niet geplaatst |

Legenda: FA=finale A (medailles); FB=finale B (geen medailles); FC=finale C (geen medailles); FD=finale D (geen medailles); FE=finale E (geen medailles); FF=finale F (geen medailles); HA/B=halve finale A/B; HC/D=halve finale C/D; HE/F=halve finale E/F; KF=kwartfinale; H=herkansing

### Schietsport
Mannen
| atleet        | onderdeel | kwalificaties | kwalificaties | finale         | finale         |
| atleet        | onderdeel | punten        | rang          | punten         | rang           |
| ------------- | --------- | ------------- | ------------- | -------------- | -------------- |
| Jesper Hansen | skeet     | 119           | 14            | niet geplaatst | niet geplaatst |

Vrouwen
| atlete             | onderdeel               | kwalificaties | kwalificaties | finale         | finale         |
| atlete             | onderdeel               | punten        | rang          | punten         | rang           |
| ------------------ | ----------------------- | ------------- | ------------- | -------------- | -------------- |
| Stephanie Grundsøe | 10 m luchtgeweer        | 626,2         | 27            | niet geplaatst | niet geplaatst |
| Stephanie Grundsøe | 50 m geweer 3 houdingen | 589-26x       | 8 Q           | 406,4          | 8              |
| Rikke Ibsen        | 10 m luchtgeweer        | 627,3         | 22            | niet geplaatst | niet geplaatst |
| Rikke Ibsen        | 50 m geweer 3 houdingen | 586-26x       | 14            | niet geplaatst | niet geplaatst |

### Skateboarden
Mannen
| atleet          | onderdeel | kwalificaties | kwalificaties | finale         | finale         |
| atleet          | onderdeel | punten        | rang          | punten         | rang           |
| --------------- | --------- | ------------- | ------------- | -------------- | -------------- |
| Viktor Solmunde | park      | 42,95         | 21            | niet geplaatst | niet geplaatst |

### Taekwondo
Mannen
| atleet    | onderdeel | kwalificatie         | eerste ronde         | kwartfinale          | halve finale         | herkansing           | finale / BM          | finale / BM |
| atleet    | onderdeel | tegenstander uitslag | tegenstander uitslag | tegenstander uitslag | tegenstander uitslag | tegenstander uitslag | tegenstander uitslag | rang        |
| --------- | --------- | -------------------- | -------------------- | -------------------- | -------------------- | -------------------- | -------------------- | ----------- |
| Edi Hrnic | -80 kg    | bye                  | Eissa W 2 - 0        | Katoussi V 0 - 2     | niet geplaatst       | Sejranovic W 2 - 0   | Seo G-w W 2 - 0      | Brons       |

### Tafeltennis
Mannen
| atleet                                          | onderdeel | voorronde            | eerste ronde         | tweede ronde         | derde ronde          | kwartfinale          | halve finale         | finale / BM          | finale / BM    |
| atleet                                          | onderdeel | tegenstander uitslag | tegenstander uitslag | tegenstander uitslag | tegenstander uitslag | tegenstander uitslag | tegenstander uitslag | tegenstander uitslag | rang           |
| ----------------------------------------------- | --------- | -------------------- | -------------------- | -------------------- | -------------------- | -------------------- | -------------------- | -------------------- | -------------- |
| Jonathan Groth                                  | enkelspel | bye                  | Mladenovic W 4 - 0   | Jang W-j V 1 - 4     | niet geplaatst       | niet geplaatst       | niet geplaatst       | niet geplaatst       | niet geplaatst |
| Anders Lind                                     | enkelspel | bye                  | Freitas W 4 - 0      | Redzimski W 4 - 3    | Harimoto V 1 - 4     | niet geplaatst       | niet geplaatst       | niet geplaatst       | niet geplaatst |
| Martin Buch Andersen Jonathan Groth Anders Lind | team      | n.v.t.               | n.v.t.               | n.v.t.               | Zweden V 0 - 3       | niet geplaatst       | niet geplaatst       | niet geplaatst       | niet geplaatst |

### Tennis
Mannen
| atleet      | onderdeel | eerste ronde                              | tweede ronde                              | derde ronde                               | kwartfinale                               | halve finale                              | finale / BM                               | finale / BM                               |
| atleet      | onderdeel | tegenstander uitslag                      | tegenstander uitslag                      | tegenstander uitslag                      | tegenstander uitslag                      | tegenstander uitslag                      | tegenstander uitslag                      | rang                                      |
| ----------- | --------- | ----------------------------------------- | ----------------------------------------- | ----------------------------------------- | ----------------------------------------- | ----------------------------------------- | ----------------------------------------- | ----------------------------------------- |
| Holger Rune | enkelspel | forfait wegens polsblessure op 24-07-2024 | forfait wegens polsblessure op 24-07-2024 | forfait wegens polsblessure op 24-07-2024 | forfait wegens polsblessure op 24-07-2024 | forfait wegens polsblessure op 24-07-2024 | forfait wegens polsblessure op 24-07-2024 | forfait wegens polsblessure op 24-07-2024 |

Vrouwen
| atlete             | onderdeel | eerste ronde           | tweede ronde            | derde ronde          | kwartfinale          | halve finale         | finale / BM          | finale / BM    |
| atlete             | onderdeel | tegenstander uitslag   | tegenstander uitslag    | tegenstander uitslag | tegenstander uitslag | tegenstander uitslag | tegenstander uitslag | rang           |
| ------------------ | --------- | ---------------------- | ----------------------- | -------------------- | -------------------- | -------------------- | -------------------- | -------------- |
| Clara Tauson       | enkelspel | Andreescu V 2-6, 3-6   | niet geplaatst          | niet geplaatst       | niet geplaatst       | niet geplaatst       | niet geplaatst       | niet geplaatst |
| Caroline Wozniacki | enkelspel | Sherif W 2-6, 7-5, 6-1 | Collins V 3-6, 6-3, 3-6 | niet geplaatst       | niet geplaatst       | niet geplaatst       | niet geplaatst       | niet geplaatst |

### Triatlon
Individueel
| Atleet                | Evenement | Zwemmen(1.5 km) | Rang 1 | Fietsen (40 km) | Rang 2 | Lopen(10 km) | Totaal Tijd | Ranking |
| --------------------- | --------- | --------------- | ------ | --------------- | ------ | ------------ | ----------- | ------- |
| Emil Holm             | Mannen    | 22.26           | 45     | 53.37           | 41     | 32.04        | 1.49.21     | 35      |
| Alberte Kjær Pedersen | Vrouwen   | 24.40           | 44     | 1.00.41         | 42     | 35.19        | 2.02.02     | 36      |

### Wielersport

#### Baanwielrennen
Koppelkoers
| atleet                              | onderdeel             | punten | rondes | rang  |
| ----------------------------------- | --------------------- | ------ | ------ | ----- |
| Niklas Larsen Michael Mørkøv        | koppelkoers (mannen)  | 21     | 20     | Brons |
| Amalie Dideriksen Julie Norman Leth | koppelkoers (vrouwen) | 16     | 0      | 6     |

Omnium
| atleet            | onderdeel        | scratchrace | scratchrace | temporace | temporace | afvalrace | afvalrace | puntenrace | puntenrace | totaal punten | rang |
| atleet            | onderdeel        | rang        | punten      | rang      | punten    | rang      | punten    | rang       | punten     | totaal punten | rang |
| ----------------- | ---------------- | ----------- | ----------- | --------- | --------- | --------- | --------- | ---------- | ---------- | ------------- | ---- |
| Niklas Larsen     | omnium (mannen)  | 2           | 38          | 6         | 30        | 16        | 10        | 13         | 6          | 84            | 10   |
| Amalie Dideriksen | omnium (vrouwen) | 6           | 30          | 7         | 28        | 8         | 26        | 22         | 21         | 105           | 7    |

Ploegenachtervolging
| atleet                                                                   | onderdeel                     | kwalificatie | kwalificatie | halve finale                | halve finale | finale               | finale |
| atleet                                                                   | onderdeel                     | tijd         | rang         | tegenstander uitslag        | rang         | tegenstander uitslag | rang   |
| ------------------------------------------------------------------------ | ----------------------------- | ------------ | ------------ | --------------------------- | ------------ | -------------------- | ------ |
| Carl-Frederik Bévort Tobias Aagaard Hansen Niklas Larsen Rasmus Pedersen | ploegenachtervolging (mannen) | 3.43,690     | 3 Q          | Groot-Brittannië V 3.42,803 | 2 FB         | Italië V 3.46,138    | 4      |

#### BMX
Race
| atleet                    | onderdeel      | kwartfinale | kwartfinale | last chance run | last chance run | halve finale | halve finale | finale         | finale         |
| atleet                    | onderdeel      | punten      | rang        | tijd            | rang            | punten       | rang         | uitslag        | rang           |
| ------------------------- | -------------- | ----------- | ----------- | --------------- | --------------- | ------------ | ------------ | -------------- | -------------- |
| Malene Kejlstrup Sørensen | race (vrouwen) | 16          | 16 q        | 37,375          | 4 Q             | 21           | 8            | niet geplaatst | niet geplaatst |

#### Mountainbiken
| atleet              | onderdeel               | tijd    | rang |
| ------------------- | ----------------------- | ------- | ---- |
| Simon Andreassen    | cross-country (mannen)  | 1.29.05 | 12   |
| Caroline Bohé       | cross-country (vrouwen) | 1.33.11 | 15   |
| Sofie Heby Pedersen | cross-country (vrouwen) | -1LAP   | 24   |

#### Wegwielrennen
Mannen
Denemarken maakte op 1 juni hun selectie bij de mannen bekend.
| atleet            | onderdeel    | tijd     | rang |
| ----------------- | ------------ | -------- | ---- |
| Mikkel Bjerg      | wegwedstrijd | 6.41.17  | 73   |
| Mikkel Bjerg      | tijdrit      | 37.55,32 | 10   |
| Mattias Skjelmose | wegwedstrijd | 6.21.47  | 17   |
| Mattias Skjelmose | tijdrit      | 37.57,69 | 14   |
| Michael Mørkøv    | wegwedstrijd | 6.36.31  | 59   |
| Mads Pedersen     | wegwedstrijd | 6.21.54  | 20   |

Vrouwen
In de oorspronkelijke selectie maakte Solbjørk Minke Anderson deel uit van het Deense vrouwenteam. Zij moest forfait geven wegens een ongelukkige val tijdens een training voorafgaand aan de Spelen. Ze werd vervangen door Rebecca Koerner.
| atleet                | onderdeel    | tijd     | rang |
| --------------------- | ------------ | -------- | ---- |
| Rebecca Koerner       | wegwedstrijd | 4.12.22  | 76   |
| Cecilie Uttrup Ludwig | wegwedstrijd | 4.04.23  | 29   |
| Cecilie Uttrup Ludwig | tijdrit      | 44.10,93 | 24   |
| Emma Norsgaard        | wegwedstrijd | 4.07.16  | 49   |
| Emma Norsgaard        | tijdrit      | 42.33,59 | 14   |

### Worstelen

#### Grieks-Romeinse stijl
Mannen
| atleet            | onderdeel | eerste ronde         | kwartfinale          | halve finale         | herkansing           | finale / BM          | finale / BM |
| atleet            | onderdeel | tegenstander uitslag | tegenstander uitslag | tegenstander uitslag | tegenstander uitslag | tegenstander uitslag | rang        |
| ----------------- | --------- | -------------------- | -------------------- | -------------------- | -------------------- | -------------------- | ----------- |
| Turpal Bisultanov | −87 kg    | Novikov V 1 - 5PO    | niet geplaatst       | niet geplaatst       | Gobadze W 6 - 0PO    | Losonczi W 2 - 1PO   | Brons       |

### Zeilen
Mannen
| atleet    | onderdeel | voorrondes | voorrondes | voorrondes | voorrondes | voorrondes | voorrondes | voorrondes | voorrondes | voorrondes | voorrondes | voorrondes | voorrondes | voorrondes | voorrondes  | voorrondes  | voorrondes  | voorrondes  | voorrondes  | voorrondes  | voorrondes  | voorrondes | voorrondes | kwartfinale    | halve finale   | finale         | rang |
| atleet    | onderdeel | 1          | 2          | 3          | 4          | 5          | 6          | 7          | 8          | 9          | 10         | 11         | 12         | 13         | 14          | 15          | 16          | 17          | 18          | 19          | 20          | tot.       | rang       | kwartfinale    | halve finale   | finale         | rang |
| --------- | --------- | ---------- | ---------- | ---------- | ---------- | ---------- | ---------- | ---------- | ---------- | ---------- | ---------- | ---------- | ---------- | ---------- | ----------- | ----------- | ----------- | ----------- | ----------- | ----------- | ----------- | ---------- | ---------- | -------------- | -------------- | -------------- | ---- |
| Johan Søe | IQFoil    | 3          | 25 DNS     | 4          | 25 BFD     | 7          | 8          | 12         | 7          | 25 BFD     | 3          | 12         | 21         | 10         | geannuleerd | geannuleerd | geannuleerd | geannuleerd | geannuleerd | geannuleerd | geannuleerd | 112        | 14         | niet geplaatst | niet geplaatst | niet geplaatst | 14   |

| atleet                     | onderdeel | race | race | race | race | race   | race | race   | race | race        | race        | race   | race   | race           | netto punten | eindnotering |
| atleet                     | onderdeel | 1    | 2    | 3    | 4    | 5      | 6    | 7      | 8    | 9           | 10          | 11     | 12     | M              | netto punten | eindnotering |
| -------------------------- | --------- | ---- | ---- | ---- | ---- | ------ | ---- | ------ | ---- | ----------- | ----------- | ------ | ------ | -------------- | ------------ | ------------ |
| Nikolaj Buhl Daniel Nyborg | 49er      | 11   | 18   | 18   | 10   | 21 UFD | 16   | 6      | 16   | 18          | 17          | 18     | 3      | niet geplaatst | 172          | 18           |
| Johan Schubert             | ILCA 7    | 29   | 29   | 39   | 37   | 28     | 23   | 44 BFD | 21   | geannuleerd | geannuleerd | n.v.t. | n.v.t. | niet geplaatst | 206          | 36           |

Vrouwen
| atlete                         | onderdeel | race | race | race | race | race | race   | race | race | race | race        | race   | race   | race           | netto punten | eindnotering |
| atlete                         | onderdeel | 1    | 2    | 3    | 4    | 5    | 6      | 7    | 8    | 9    | 10          | 11     | 12     | M              | netto punten | eindnotering |
| ------------------------------ | --------- | ---- | ---- | ---- | ---- | ---- | ------ | ---- | ---- | ---- | ----------- | ------ | ------ | -------------- | ------------ | ------------ |
| Johanne Schmidt Andrea Schmidt | 49erFX    | 20   | 20   | 3    | 15   | 6    | 21 RET | 1    | 12   | 14   | 6           | 12     | 6      | niet geplaatst | 115          | 13           |
| Anne-Marie Rindom              | ILCA 6    | 7    | 26   | 7    | 2    | 8    | 4      | 15   | 4    | 4    | geannuleerd | n.v.t. | n.v.t. | 5              | 61           | Zilver       |

Gemengd
| atleet                                          | onderdeel | race | race | race | race | race | race | race | race | race | race | race | race | race           | netto punten | eindnotering |
| atleet                                          | onderdeel | 1    | 2    | 3    | 4    | 5    | 6    | 7    | 8    | 9    | 10   | 11   | 12   | M              | netto punten | eindnotering |
| ----------------------------------------------- | --------- | ---- | ---- | ---- | ---- | ---- | ---- | ---- | ---- | ---- | ---- | ---- | ---- | -------------- | ------------ | ------------ |
| Natacha Saouma-Pedersen Mathias Bruun Borreskov | nacra 17  | 9    | 5    | 12   | 16   | 10   | 10   | 14   | 15   | 16   | 10   | 8    | 8    | niet geplaatst | 117          | 12           |

### Zwemmen
Vrouwen
| atleet                                                               | onderdeel          | series  | series | halve finale   | halve finale   | finale         | finale         |
| atleet                                                               | onderdeel          | tijd    | rang   | tijd           | rang           | tijd           | rang           |
| -------------------------------------------------------------------- | ------------------ | ------- | ------ | -------------- | -------------- | -------------- | -------------- |
| Julie Kepp Jensen                                                    | 50 m vrije slag    | 24,64   | =11 Q  | 24,98          | 16             | niet geplaatst | niet geplaatst |
| Thea Blomsterberg                                                    | 200 m schoolslag   | 2.27,81 | 19     | niet geplaatst | niet geplaatst | niet geplaatst | niet geplaatst |
| Helena Rosendahl Bach                                                | 100 m vlinderslag  | 58,45   | 20     | niet geplaatst | niet geplaatst | niet geplaatst | niet geplaatst |
| Helena Rosendahl Bach                                                | 200 m vlinderslag  | 2.07,34 | 4 Q    | 2.06,65 NR     | 6 Q            | 2.07,11        | =4             |
| Signe Bro Martine Damborg Julie Kepp Jensen Elisabeth Sabroe Ebbesen | 4x100 m vrije slag | 3.39,52 | 11     | n.v.t.         | n.v.t.         | niet geplaatst | niet geplaatst |
| Schastine Tabor Thea Blomsterberg Martine Damborg Signe Bro          | 4x100 m wisselslag | DSQ     | DSQ    | n.v.t.         | n.v.t.         | niet geplaatst | niet geplaatst |